# 7782 Mony
7782 Mony (1994 CY) là một tiểu hành tinh vành đai chính.